# Dahlia
Dahlia je ženské křestní jméno. Je odvozeno od latinského názvu květiny jiřiny, která je pojmenována podle švédského botanika Anderse Dahla.
Varianta Dalia pramení z arabského slova pro révové víno a hebrejského slova pro odvětví a větev. 
Dalia je bohyně tkadlen, osudu a porodu v litevské mytologii.

## Domácké podoby
Dahlinka, Dala, Daluše, Dália

## Známé nositelky jména
- Černá Dahlia – posmrtná přezdívka Elizabeth Shortové, oběti vraždy z roku 1947
- Dalia Dorner – soudkyně Nejvyššího soudu v Izraeli
- Dalia El Behery – Egyptská herečka, modelka a moderátorka
- Dalia Grybauskaitė – politička a bývalá litevská presidentka
- Falia Itzik – izraelská politička
- Dale Messick – tvůrce komiksu
- Dalia Mogahed – americká učenka
- Dalia Rabinová-Pelosofová – izraelská politička
- Dahlia Salem – americká herečka